# Provinciale weg 457
Provinciale weg 457 (N457), ook wel aangeduid als de Moordrechtboog, is een provinciale weg in de provincie Zuid-Holland. De weg verbindt de N207 met Waddinxveen en kruist de autosnelwegen A20 en A12. De provinciale weg 457 zorgt voor een betere ontsluiting van Gouda en Waddinxveen, maar vormt ook de voorheen ontbrekende verbinding in knooppunt Gouwe.
De weg werd geopend in 2016. Door de weg is er een snellere verbinding tussen de twee wegen en wordt de Zuidplasweg (N219) ontlast. Ook komt er een betere verbinding met Waddinxveen. De nieuwe weg zorgt ervoor dat de capaciteit niet wordt overschreden als het verkeer groeit. Deze groei wordt verwacht door de toekomstige woningbouw en de nieuwe kantoorcomplexen in de Zuidplaspolder. Op de Moordrechtboog geldt een maximumsnelheid van 80 km/uur en zijn er twee rijbanen.
Het wegnummer N457 was tussen 1993 en 2009 toegekend aan de Omleidingsweg bij Benthuizen, nu de Bentwoudlaan geheten.
In 2021 werd de N457 vanaf de aansluiting met de A12 in noordwestelijke richting verlengd, dit is fase 1 van de randweg van Waddinxveen.